# 슬픈 열대 (영화)
《슬픈 열대》는 2025년 개봉 예정인 대한민국의 액션 영화이다. 박훈정이 감독과 각본을 맡았다. 열대우림의 절대자인 사부가 키워낸 어린 킬러 조직인 슬픈 열대 소속 아이들이 서로를 의심하며 피의 복수를 다짐하면서 벌어지는 이야기를 담고 있다.

## 캐스팅
- 김명민 : 동남아시아 소수 민족 출신으로 열대우림의 절대자로 군림하며 버려진 아이들을 킬러로 길러내는 사부
- 이신영 : 루 역 - 선천적으로 청각을 상실했지만 슬픈 열대의 막내로 살아남은 캐릭터
- 박유림 : 죠죠 역 - 사부를 따라 스스로 정글에 들어온 인물.
- 박해수 : 쟝 역 - 슬픈 열대 조직의 맏형.
- 임백굉
- 진이문
- 왕백걸

## 참고 사항
- 박훈정 감독의 작품 중 《귀공자》의 가제 이름도 《슬픈 열대》였으나, 이번 작품 역시... 《슬픈 열대》라는 이름으로 개봉한다.
- 김명민과 박훈정 감독은... 영화 《브이아이피》 이후 7년만에 다시 재회하게 되는 작품의 계기가 되었다.